# Cadeadoius
Cadeadoius is een geslacht van hooiwagens uit de familie Gonyleptidae.
De wetenschappelijke naam Cadeadoius is voor het eerst geldig gepubliceerd door Mello-Leitão in 1936. 

## Soorten
Cadeadoius is monotypisch en omvat slechts de volgende soort:
- Cadeadoius niger